# Margot Duhalde
Pour les articles homonymes, voir Duhalde.
Margot Duhalde, née le 12 décembre 1920 à Río Bueno au Chili et morte le 5 février 2018 à Santiago du Chili, est la seule aviatrice des Forces françaises libres pendant la Seconde Guerre mondiale.
Elle est pilote dans l'Air Transport Auxiliary de 1942 à 1945 chargée de transferts d'avions. Elle devient plus tard colonel de l'Armée de l'air chilienne.

## Biographie
Margot Duhalde est chilienne d'origine française. Elle a seize ans lorsqu'elle se rend en 1937 à Santiago du Chili, la capitale, pour apprendre à piloter. Elle réussit l'examen le 30 avril 1938 devant des membres de l'Aéro Club et de l'Armée de l'air chilienne, obtenant son brevet de pilote de tourisme.
Pendant la Seconde Guerre mondiale, elle apprend l'appel du 18 juin 1940 lancé par le général de Gaulle et veut combattre pour la libération de son pays d'origine. Elle s'inscrit d'abord au consulat, puis au comité gaulliste local à sa création. Son engagement est accepté en mars 1941 par les Forces françaises libres.
Elle part avec un groupe de volontaires chiliens le 11 avril 1941 et parvient à Liverpool le 21 mai. Mais en voyant que c'est une femme, les Forces aériennes françaises libres refusent de l'admettre, et c'est dans l'Air Transport Auxiliary (ATA), le service de transport aérien auxiliaire, qu'elle est admise. Au sein de la RAF, l'ATA convoie entre aéroports les d'avions neufs ou réparés.
Sa formation est longue et difficile, car elle ne comprend pas un mot d'anglais et ne sait pas naviguer hors du Chili où le repérage est facile avec peu de villes et une seule voie ferrée entre la montagne et la mer. Après un premier échec, elle s'acharne et obtient d'être employée pendant trois mois comme mécanicien en suivant le soir un entraînement à la navigation aérienne jusqu'en juillet 1942. Elle réussit ensuite sa nouvelle formation, sur différents avions, et reçoit l'uniforme de l'ATA. Après cette nomination, elle reçoit un cours technique supplémentaire de trois semaines intensives, complété par 15 heures de vol sur Harvard, et suivi par une instruction complémentaire pour apprendre à piloter les avions de combat comme le Hurricane, qu'elle pilote pour la première fois le 21 décembre 1942.
Elle fait figure d'exception, étant la première et seule femme pilote des Forces françaises libres,. Elle vole sur tous types d'avions : Hurricane, Spitfire, Forteresses Volantes, biplans... et effectue ainsi plus de mille trois cents convoyages jusqu'en 1945,. Margot Duhalde tient ses carnets de vol qui mentionnent chaque vol effectué ainsi que l'avion piloté.
Après la guerre, elle rentre au Chili en 1947. Pendant plusieurs années, elle n'y trouve pas de travail, l'aviation y étant encore fermée aux femmes. Une compagnie régionale l'admet finalement, comme pilote de bimoteurs transportant des passagers. Elle travaille ensuite comme contrôleuse aérienne, et est chargée de l'entraînement des femmes pilotes. Elle monte en grade, notamment en raison de ses compétences en radars, et devient colonel de l'Armée de l'air chilienne,.
Margot Duhalde meurt le 5 février 2018 à Santiago du Chili à l'âge de 97 ans,,,.

## Distinctions et hommages

### Distinctions
- Commandeur de la Légion d'honneur.
- Croix de Guerre 1939-1945.
- Médaille de la France libre.
- Diverses autres décorations britanniques et chiliennes.

### Autres hommages
- Une rue porte son nom à Río Bueno.